# Музей библейских стран
Музей библейских стран (ивр. מוזיאון ארצות המקרא‎, англ. Bible Lands Museum) — музей в Иерусалиме (Израиль), который исследует культуру народов, упомянутых в Танахе, в том числе древних египтян, хананеев, филистимлян, арамейцев, хеттов, эламитов, финикийцев, персов и евреев. Целью музея является представление культуры этих народов в историческом контексте. Музей расположен в музейном комплексе района Гиват Рам, между Музеем Израиля, Национальным университетом археологии Израиля и Музеем науки им. Блюмфильда.

## История
Музей был основан Эли Боровским в 1992 году для размещения своей личной коллекции. Во время визита в Иерусалим в 1981 году он познакомился с женщиной по имени Батья Вайс, которая предложила ему перевезти коллекцию в Израиль и не создавать для неё музей в Торонто, как это было запланировано первоначально. Благодаря протекции Батьи Вайс Боровский был представлен мэру Иерусалима Тедди Коллеку, при поддержке которого в Израиле был построен Музей библейских стран.

## Экспозиция
В центральной галерее музея представлены сотни артефактов: древние документы, идолы, монеты, статуэтки, оружие, керамика и печати со всего древнего Ближнего Востока. Многие темы сопровождаются подробными аннотациями, например: «Происхождение алфавита», «Бальзамирование», «Путешествие Авраама». В музее также выставлены макеты древних поселений в Иерусалиме, Зиккурате в Уре и пирамид Гизы. Поскольку целью экспозиции является отражение истории древних ближневосточных цивилизаций, кураторы и сотрудники музея уделяют большое внимание соответствующим библейским поэтическим текстам. Так например, над галереей древних анатолийских кувшинов размещена одна из поэтических строк Библии: «Вот, вышла Ревекка c кувшином на её плече, спустилась она к фонтану и черпала воду» (Книга Бытия 24:45).

### Центральная галерея
Центральная галерея состоит из 21 раздела. Разделы пронумерованы в хронологическом порядке.
1. От первобытного периода до периода поселений
2. Последующие цивилизации
3. Символьная коммуникация
4. Период появления языковых различий, создание письменности
5. Предпатриархальный мир
6. Шумерский храм
7. Древнее царство Египта
8. Книга Бытия 14, война
9. Период патриархов
10. Когда Израиль «пребывал в Египте»
11. Народы моря
12. Прибытие иранских всадников
13. Камни Арама
14. Израиль среди народов
15. Ассирия — «жезл моего гнева»
16. Величие Персии
17. Эллинистические доминионы
18. Рим и Иудея
19. Римский и коптский Египет
20. Сасанидская Месопотамия — обитель Вавилонского Талмуда